# Ignacio López Rayón, San Juan del Río
Ignacio López Rayón är en ort i Mexiko.   Den ligger i kommunen San Juan del Río och delstaten Durango, i den centrala delen av landet, 800 km nordväst om huvudstaden Mexico City. Ignacio López Rayón ligger 1 472 meter över havet och antalet invånare är 264.
Terrängen runt Ignacio López Rayón är huvudsakligen kuperad, men söderut är den platt. Ignacio López Rayón ligger nere i en dal som går i nord-sydlig riktning. Runt Ignacio López Rayón är det mycket glesbefolkat, med 6 invånare per kvadratkilometer. Närmaste större samhälle är Leandro Valle, 7,4 km norr om Ignacio López Rayón. Omgivningarna runt Ignacio López Rayón är i huvudsak ett öppet busklandskap.